# Alto Horizonte
Alto Horizonte är en kommun i Brasilien.   Den ligger i delstaten Goiás, i den centrala delen av landet, 240 km nordväst om huvudstaden Brasília. Antalet invånare är 4 505.
Omgivningarna runt Alto Horizonte är huvudsakligen savann. Runt Alto Horizonte är det mycket glesbefolkat, med 4 invånare per kvadratkilometer.